# Gladiator

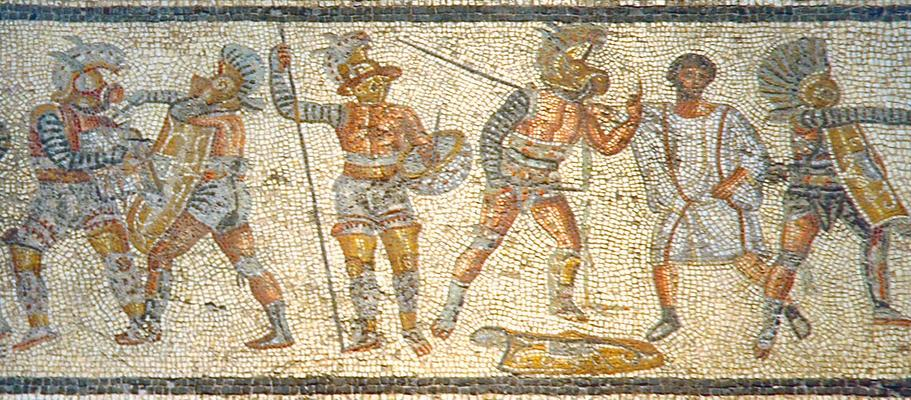
Gladiatorendarstellung auf einem Mosaik in Leptis Magna, heutiges Libyen, etwa 80 bis 100 n. Chr.

Ein Gladiator (lateinisch gladiator zu gladius für „(Kurz-)Schwert“) war im Römischen Reich ein Berufskämpfer, der in öffentlichen Schaustellungen gegen andere Gladiatoren kämpfte. Der Kampf der Gladiatoren gegeneinander wird als Gladiatur bezeichnet. Gladiatorenkämpfe gab es von 264 v. Chr. bis Anfang des 5. Jahrhunderts n. Chr.

## Ursprung
Der Ursprung der Gladiatorenkämpfe ist nicht vollständig geklärt. Vermutet wird, dass sie eine religiöse Bedeutung im Rahmen von Totenfeiern hatten. Nach römischen Quellen waren die Gladiatorenspiele etruskischen Ursprungs. Allerdings fehlen bei Darstellungen etruskischer Leichenspiele Szenen, die als Gladiatorenkämpfe deutbar wären. Jedoch zeigen Grabmalereien aus Paestum in Kampanien aus dem 4. Jahrhundert v. Chr. Kämpfe zwischen zwei bewaffneten Männern, wobei zum Teil eine dritte Person dargestellt ist, die als Kampfrichter gedeutet wird. Daher wird der Ursprung der Spiele heute auch in Kampanien vermutet, das die Etrusker zu dieser Zeit beherrschten.

### Erste Gladiatorenspiele
Die ersten belegten Gladiatorenspiele in Rom fanden 264 v. Chr. statt, als Decimus Iunius Pera und sein Bruder in Gedenken an ihren kurz zuvor verstorbenen Vater Decimus Iunius Brutus Pera auf dem Forum Boarium, einem Marktplatz in Rom, drei Sklavenpaare gegeneinander kämpfen ließen, die aus 22 Kriegsgefangenen ausgewählt wurden. Dem Beispiel folgten sehr bald weitere römische Adelige, die mit diesen als munus („Dienst“, Plural: munera) bezeichneten Vorführungen gleichfalls ihre Verstorbenen ehrten. Da diese Form der Gladiatorenkämpfe neben den Scheiterhaufen abgehalten wurden, nannte man die Gladiatoren auch bustuarii (von lateinisch bustum „Scheiterhaufen“). Der römische Philologe Maurus Servius Honoratus schrieb dazu:

„Es war Brauch, Gefangene auf den Gräbern tapferer Krieger zu opfern; als die Grausamkeit dieser Sitte allen ersichtlich war, beschloss man, Gladiatoren vor den Grabstätten kämpfen zu lassen […]“

Trotz dieses Zitates ist die These, dass Gladiatorenkämpfe die mildere Variante griechischer und römischer Menschenopfer zu Ehren Verstorbener waren, nach Auffassung einiger Historiker nicht zutreffend. Sie vertreten vielmehr die Meinung, dass mit den blutigen Kämpfen die Eigenschaften des Verstorbenen demonstriert werden sollten, jene Eigenschaften, die nach dem Verständnis der damaligen Menschen die Größe des Römischen Reiches bedingten: Mut, Kraft, Tapferkeit, Entschlossenheit und Gleichmut gegenüber dem Tod.
Veranstalter dieser Gladiatorenkämpfe waren reiche Privatleute – sie waren als einzige in der Lage, sich sowohl die Kosten für die Gladiatoren als auch das anschließende aufwändige Festmahl zu leisten. Im Laufe der Zeit entdeckten vor allem römische Politiker, dass die Veranstaltung solcher munera ein geeignetes Mittel war, sich die Anerkennung der römischen Bevölkerung zu sichern. Die Zuschauer verfolgten das Geschehen dicht gedrängt am Rand stehend – Sitztribünen gab es bei den ersten Veranstaltungen nicht.

### Gladiatorenkämpfe im 1. Jahrhundert v. Chr.
Als die Beliebtheit von Gladiatorenkämpfen beim römischen Volk stieg und als man es als Recht anerkannte, auf diese Weise unterhalten zu werden, wurden die Spiele prächtiger und größer inszeniert. Kurz darauf wurden die ersten hölzernen Sitztribünen errichtet und erste Tierhetzen (venationes) in die munera aufgenommen. Beide Erweiterungen des Programms entwickelten sich allmählich als feste Bestandteile der Veranstaltungen. Die Veranstalter waren nach wie vor wohlhabende Privatpersonen, denen jeder Anlass willkommen war, sich auf diese Weise die Achtung des römischen Volkes zu verschaffen. Und je außergewöhnlicher die Veranstaltung war, desto eher stiegen die Wohlhabenden in der Gunst des Volkes.
Von Gaius Iulius Caesar wird überliefert, er habe seine Gladiatoren mit Rüstungen aus Silber ausstatten lassen, um die römische Bevölkerung zu beeindrucken. Über die Ausmaße, die ein solcher Bestechungsversuch der römischen Bevölkerung annehmen konnte, berichtete Sueton, ein römischer Biograf, über Caesar:

„Caesar veranstaltete Schauspiele unterschiedlichster Art: Ein Gladiatorenspiel, Theateraufführungen in jedem Stadtviertel, und zwar durch Schauspieler aller Sprachen, desgleichen Zirkusvorstellungen, Athletenkämpfe und ein Seegefecht (Naumachie). In dem Gladiatorenspiel auf dem Forum kämpfte Furius Leptinus, der aus einer Familie prätorischen Ranges stammte, und der ehemalige Senator und Rechtsgelehrte Quintus Calpenus […] Die Tierhetzen dauerten fünf Tage; den Schluss bildete ein Gefecht, in dem sich zwei Abteilungen von je fünfhundert Mann zu Fuß, zwanzig Elefanten und dreihundert Reiter gegenüberstanden […]“

## Römisches Kaiserreich

### Gladiatorenkämpfe als öffentliche Aufgabe
Während Wagenrennen, Theateraufführungen und Tierhetzen als öffentliche Aufgabe verstanden wurden, waren die Gladiatorenkämpfe bis 44 v. Chr. eine rein privat finanzierte Angelegenheit. Dies änderte sich in der Zeit der Staatskrise nach der Ermordung Caesars. Die Ädilen beschlossen in diesem Jahr zum ersten Mal, nicht nur Wagenrennen öffentlich auszurichten, sondern auch Gladiatorenkämpfe. Sie fanden im Rahmen der ludi Cereales statt, den Feierlichkeiten zu Ehren der Göttin Ceres. Begleitet wurden diese ersten öffentlich finanzierten Gladiatorenkämpfe von Tierhetzen.

### Gladiatorenkämpfe als kaiserliches Privileg

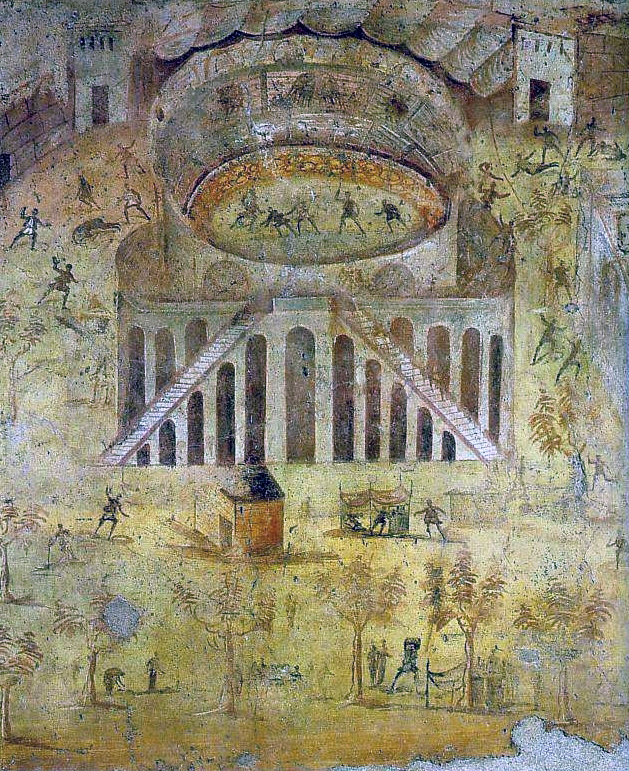
Darstellung der Krawalle im Jahr 59 während der Gladiatorenspiele zwischen „Fans“ aus Pompeji und Nuceria Alfaterna auf einem pompejanischen Wandgemälde, woraufhin Nero Gladiatorenkämpfe in der Region verbot.

Es war vor allem Augustus, der die Veranstaltung von Gladiatorenkämpfen als kaiserliches Privileg etablierte:

„Dreimal ließ ich in meinem eigenen Namen Gladiatorenspiele veranstalten und fünfmal in dem meiner Söhne oder Enkel. Bei diesen Spielen kämpften etwa zehntausend Menschen … Tierhetzen mit afrikanischen Raubtieren ließ ich in meinem Namen oder in dem meiner Söhne und Enkel im Zirkus oder auf dem Forum oder im Amphitheater für das Volk sechsundzwanzigmal durchführen, wobei ungefähr dreitausendfünfhundert Tiere erlegt wurden.“

Die Veranstaltung von Gladiatorenkämpfen wurde immer mehr in den Kaiserkult integriert – das galt insbesondere in den Provinzstädten. Zu den Zeiten von Augustus war es zwar den Senatoren noch möglich, solche Spiele zu veranstalten, doch schon 22 v. Chr. ließ Augustus in einem Dekret festhalten, dass in diesen Fällen nicht mehr als 120 Gladiatoren eingesetzt werden durften. Gleichzeitig begrenzte Augustus die Zahl der Tage, an denen Gladiatorenspiele veranstaltet werden konnten:
- vom 2. bis 8. Dezember;
- an den Tagen der „Saturnalien“ zwischen dem 17. und 23. Dezember zur Wintersonnenwende;
- zum Frühlingsfest „Quinquatrus“ zwischen dem 19. und 23. März.

Wer es wagte, privat Gladiatorenkämpfe zu veranstalten, lief, angesichts ihrer zunehmend engeren Verbindung mit dem Kaiserkult, Gefahr, den Zorn der römischen Kaiser auf sich zu ziehen.
Die relative Seltenheit der aufwändigen und kostspieligen Gladiatorenkämpfe blieb über die Jahrhunderte weitgehend konstant. Noch im Jahr 354 n. Chr. wurden von den 176 Festtagen 102 für Theateraufführungen, 64 für Wagenrennen und nur 10 für Gladiatorenkämpfe genutzt.

## Besonderheiten des Gladiatorenlebens

### Gladiatoren-Gattungen

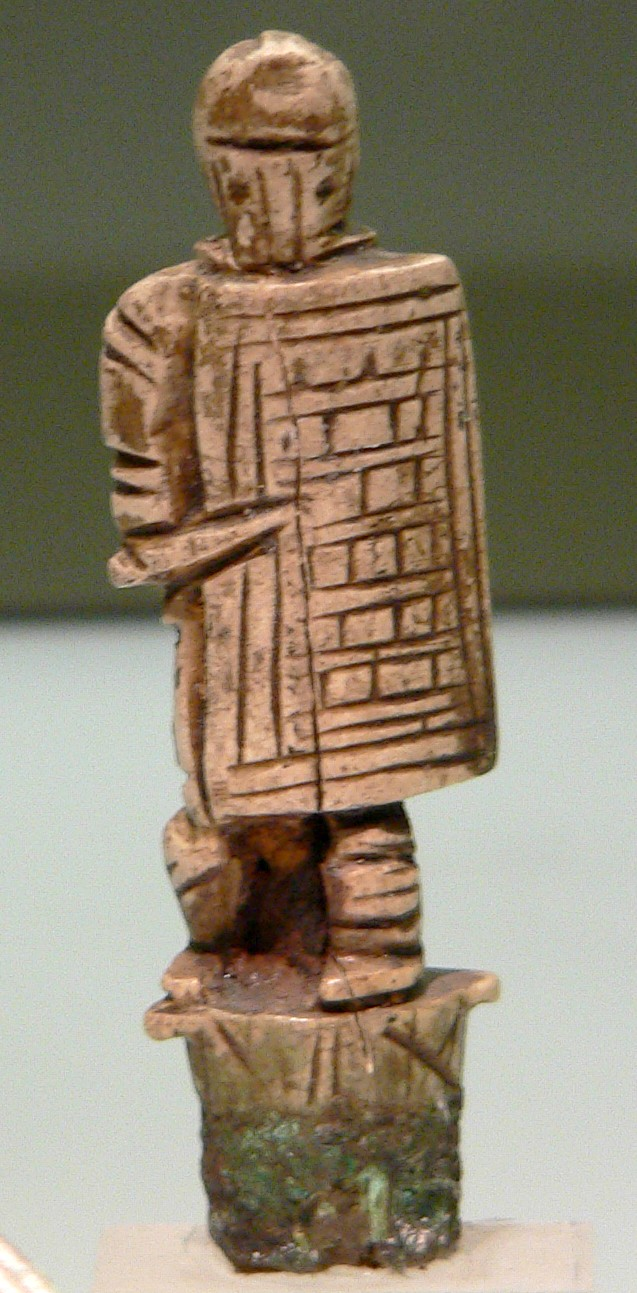
Darstellung eines Gladiators, Griff eines römischen Klappmessers, Elfenbein

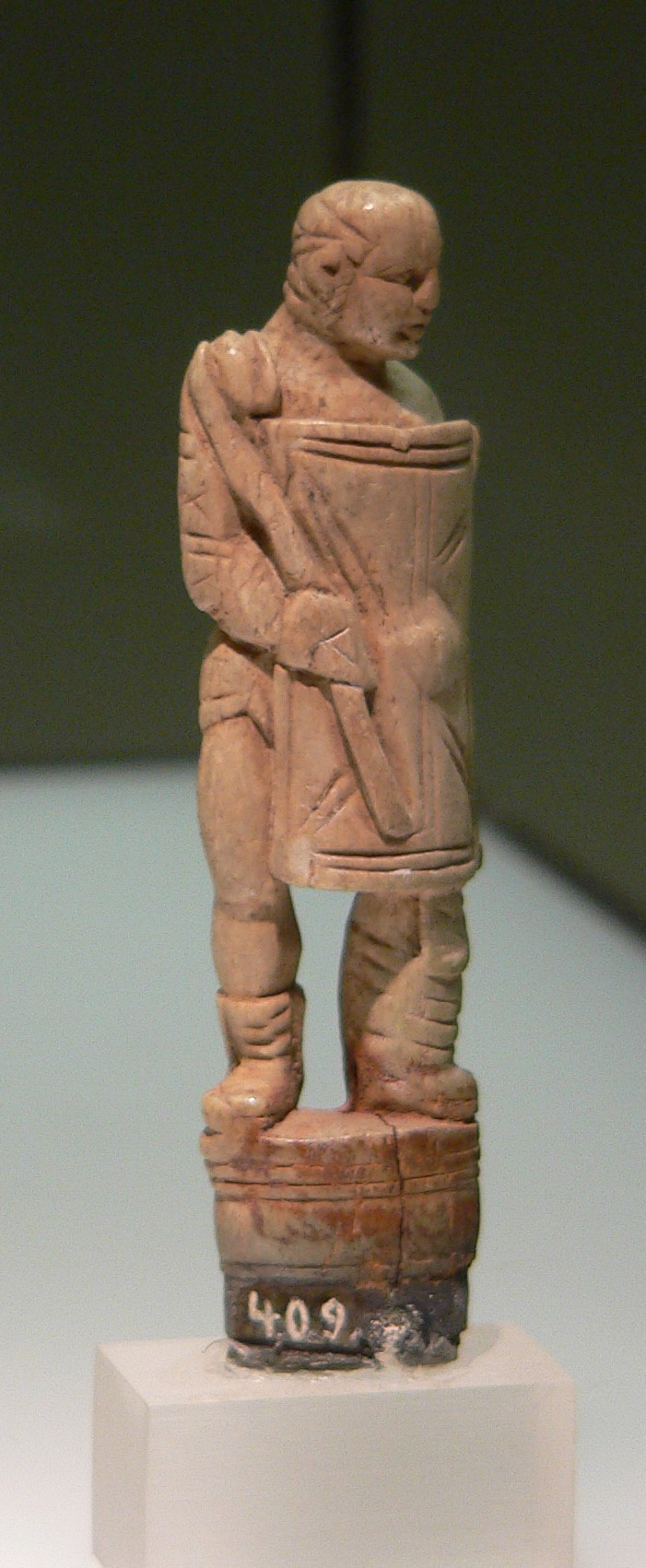
Klappmessergriff aus Elfenbein, Gladiatordarstellung, Römisch-Germanisches Museum, Köln

Im Laufe der Jahrhunderte entwickelten sich eine Reihe unterschiedlicher Gladiatorengattungen, die sich in ihrer Ausrüstung zum Teil deutlich unterschieden. Die ursprüngliche Hauptausrüstung bestand aus einem Schwert, Beinschienen, einem Helm, einem Schild und einem Metallgürtel, der den Lendenschurz halten sollte. Die meisten Gladiatoren hatten auch einen Armschutz. Selten trugen die Kämpfer einen (Ober-)Körperschutz.
Die wichtigsten Gladiatorengattungen (Gladiatorentypen) waren: Samnit, Thraker, Hoplomachus, Murmillo, Retiarier und Secutor. Anfangs kämpften die nach Völkern benannten Gladiatorentypen wohl in der Ausrüstung der jeweiligen Ethnie. Später wurde die Ausrüstung verfeinert. Der Hoplomachus, möglicherweise eine Weiterentwicklung des Samniten, war ein schwer bewaffneter Gladiator mit prächtigem Helm. Der Murmillo trug auf dem Helm ein Fischsymbol (murma – Fischart). Wahrscheinlich wurde er ursprünglich gegen den Retiarier eingesetzt, der mit einem Netz, Armpanzer und einem Dreizack antrat. Später kämpfte der Secutor gegen den Retiarier. Er trug einen runderen und glatteren Helm, in dem sich das Netz des Retiariers nicht verfangen konnte.
Ferner gab es: Andabates (blinder Gladiator), Crupellarius, Dimachaerus (zwei Dolche), Eques (berittener Gladiator), Essedarius (Streitwagenkämpfer), Gallier, Laquearius (Lassokämpfer), Paegniarius (Peitsche?), Pontarius (Brückenkämpfer), Provocator, Sagittarius (Bogenschütze), Scaeva (Linkshänder, zum Beispiel als Secutor Scaeva), Scissor (Röhre mit Klingen am linken Arm) bzw. dessen möglicher Nachfolger, der Arbelas, Veles (leichtbewaffneter Gladiator), Venator (kämpft gegen wilde Tiere).
Unser Wissen über Gladiatoren und ihre Bewaffnung schöpfen wir aus schriftlich-literarischen Quellen und Inschriften (Epigraphik). Es existieren Darstellungen von Gladiatoren auf Grabsteinen, Fresken und Ähnlichem. Ergänzt werden diese Quellen durch erhaltene Statuetten. Viele Kenntnisse über die Waffen der Gladiatoren sind den Ausgrabungen in Pompeji zu verdanken.

### Weibliche Gladiatoren

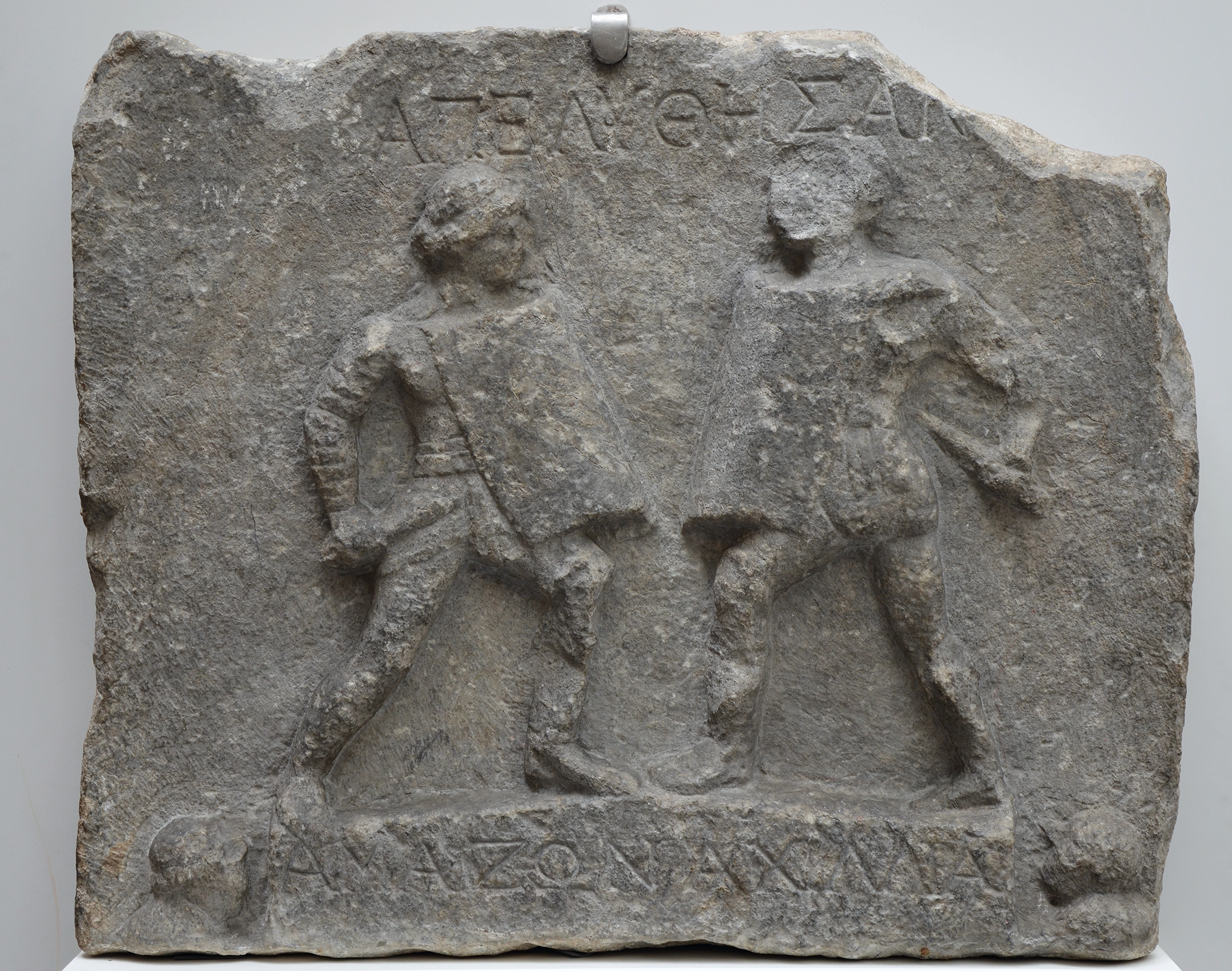
Marmorrelief aus Halikarnassos mit zwei Gladiatorinnen

Kurz nach Cäsars Tod (44 v. Chr.), tauchten auch weibliche Gladiatorinnen auf.
Im British Museum in London befindet sich ein Relief, das in das 2. Jahrhundert n. Chr. datiert wird und in Halikarnassos, dem heutigen Bodrum in der Türkei, gefunden wurde. Es zeigt zwei Gladiatorinnen, die soeben von dem vom Kampf begeisterten Publikum ehrenhaft aus der Arena – nicht jedoch aus der Gladiatorenschule – entlassen werden. Dieses Unentschieden (stantes missio) galt fast noch mehr als ein Sieg, da es äußerst selten vorkam. Sogar die Namen, unter denen diese zwei Gladiatorinnen (lateinisch gladiatrix) auftraten, sind bekannt: Amazona und Achilla. Trotz dieser überlieferten Abbildung, welche die beiden Kombattantinnen in der Ausrüstung von provocatores zeigt, waren weibliche Gladiatoren die Ausnahme in den Gladiatorenkämpfen. Zwar hatte schon Nero Frauen (und auch Kinder) gegeneinander und gegen Kleinwüchsige kämpfen lassen, normalerweise diente der Einsatz dieser Personengruppen aber eher der Erheiterung des Publikums.
Der Einsatz weiblicher Gladiatoren widersprach zu sehr der Grundidee der Gladiatoren, dass die in der Arena Kämpfenden die alten römischen Militärtugenden von Mut, Standhaftigkeit und Siegeswille demonstrierten. Deswegen fanden sich nicht viele Anhänger für Frauenkämpfe. Kaiser Septimius Severus ließ im Jahre 200 n. Chr. den Einsatz weiblicher Gladiatoren verbieten.

### Soziale Herkunft der Gladiatoren
Bei den ersten Kämpfern handelte es sich um Sklaven oder Kriegsgefangene. Auch später wurden vor allem Gefangene, verurteilte Verbrecher (damnatio ad ludum gladiatorium) und Sklaven als Gladiatoren eingesetzt. Bereits im 1. Jahrhundert v. Chr. verpflichteten sich auch freie Bürger als Gladiator. Obwohl Gladiatoren gesellschaftlich den Sklaven gleichgestellt waren, stieg das Interesse, Gladiator zu werden, zeitweilig so an, dass der Senat dies durch ein Gesetz einzuschränken versuchte. So sollen gegen Ende der Republik fast die Hälfte der Gladiatoren ehemals freie Bürger gewesen sein, die mit dem Eintritt in den Berufsstand der Gladiatoren ihre Freiheit aufgaben. Bei dieser Entscheidung mag für manche ein Beweggrund gewesen sein, dass ein Gladiator nur ein- bis dreimal pro Jahr zu kämpfen hatte, in der restlichen Zeit gut versorgt und die Konditionen seines Einsatzes selbst bestimmen konnte.
Beispielhaft war auch die medizinische Versorgung, die man den Gladiatoren angedeihen ließ. Einer der berühmtesten Ärzte der Antike, Galen, sammelte seine Erfahrungen während der Zeit, in der er in der Gladiatorenschule von Pergamon die Kämpfer betreute.
Der Historiker Fik Meijer zieht für diejenigen, die sich freiwillig zum Gladiatorendienst meldeten, Parallelen zu den Adligen, die sich während des 19. und 20. Jahrhunderts freiwillig zur Französischen Fremdenlegion meldeten:

„Am besten läßt sich ihre Situation vielleicht mit der mancher heruntergekommener Aristokraten im 19. und 20. Jahrhundert vergleichen, die sich zum Dienst in der französischen Fremdenlegion verpflichteten. Wie die Legionäre der Neuzeit wollten diese römischen Aristokraten einen Schlußstrich unter ihr bisheriges Leben ziehen und entschieden sich für eine Existenz, in der ihr früherer Status keine Bedeutung mehr hatte. Fortan teilten sie ihr Leben mit Proletariern und Sklaven, die sie zuvor vielleicht keines Blickes gewürdigt hätten.“

### Ernährung
Neuere Erkenntnisse über die Ernährung der Gladiatoren, die Anthropologen des Österreichischen Archäologischen Instituts bei Ausgrabungen eines Gladiatorenfriedhofs in Ephesos anhand von Knochenanalysen gewonnen haben, deuten darauf hin, dass sich einige Gladiatoren durch natürliche Fettschichten gegen kleinere Verletzungen zu polstern versuchten. Sie sahen also nicht unbedingt alle schlank und durchtrainiert aus. Grund für die Fettpolster und die Stärke der Gladiatoren ist in ihrer speziellen Diät zu suchen. Sie waren im alten Rom als „Getreideknirscher“ oder auch als „Gerstenfresser“ bekannt, da viele fast ausschließlich Getreide und Bohnen aßen. Diese Ernährung erklärt wohl auch das häufige Vorkommen von Zahnkaries an den Skeletten von Gladiatoren. Entsprechende Untersuchungen bestätigten auch die in antiken Quellen erwähnte Angewohnheit von Gladiatoren, nach dem Training einen Trunk mit pflanzlicher Asche zu sich zu nehmen, da sich ungewöhnlich hohe Werte von Calcium- und Strontium-Isotopen in den Knochen nachweisen ließen.

### Lebenserwartung eines Gladiators

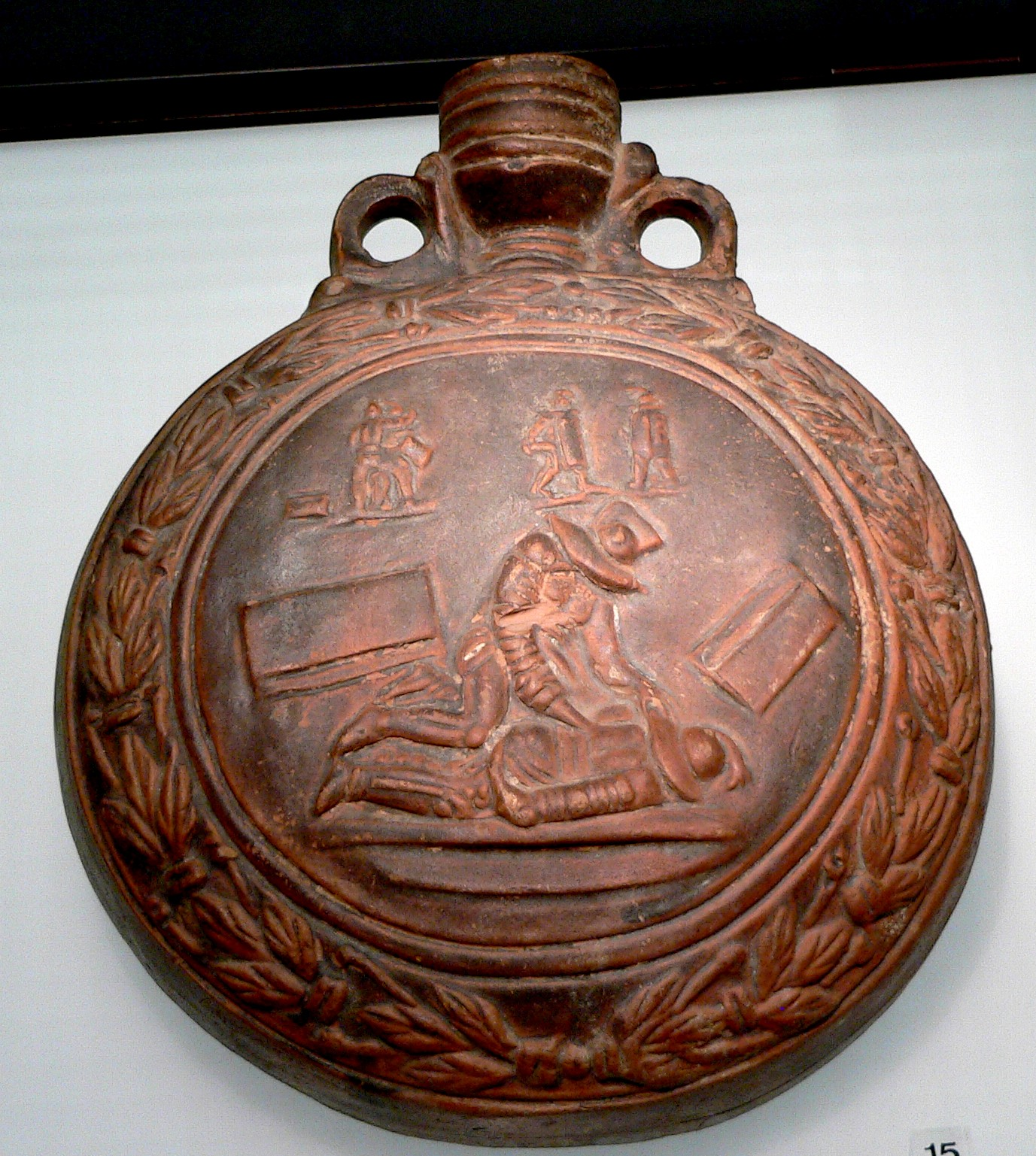
Todesstoß bei einem Gladiatorkampf; Relief einer römischen Feldflasche; Römisch-Germanisches Museum, Köln

Dass die Gladiatoren während der Kaiserzeit die Kämpfe mit dem Gruß begannen: Ave Caesar, morituri te salutant („Heil dir, Kaiser, die Todgeweihten [wörtlich: die, die sterben werden] grüßen dich“), ist eine weitverbreitete Legende, die nicht den Tatsachen entspricht. Überliefert ist dieser Gruß nur für eine einzige Gegebenheit im Jahre 52, als Kaiser Claudius eine Seeschlacht (Naumachie) zwischen mehreren Tausend Sträflingen, also gerade nicht zwischen Gladiatoren, veranstaltete, die ihn mit diesen Worten begrüßten. Sie versuchten mit diesen Worten wahrscheinlich, das Mitleid des Kaisers zu wecken. In der Forschung wird angenommen, dass dies die einzige Gelegenheit war, bei der diese Phrase verwendet wurde. Die Chance von Verurteilten, einen solchen Schaukampf zu überleben, war wesentlich geringer als die eines Gladiators. Deren Lebenserwartung schwankte im Laufe der Jahrhunderte erheblich. Im 1. Jahrhundert vor Christus, also noch während der römischen Republik, als sich die römischen Adligen die Gunst der Wähler durch großzügige munera erkauften, wurde auch großzügig mit dem Blut der Gladiatoren verfahren. Juvenal kommentierte zu Beginn des 2. Jahrhunderts n. Chr.:

„Munera nunc edunt et, verso pollice vulgus cum iubet, occidunt populariter“

„Nun geben sie Gladiatorenkämpfe und, wie der Pöbel es mit gedrehtem Daumen verlangt, töten sie volkstümlich.“

Insgesamt gibt es aus der Zeit der Gladiatorenkämpfe wenig verlässliche Daten darüber, wie groß die Chancen eines Gladiators waren, die Arena lebend zu verlassen. Der Historiker Georges Ville wertete 100 Kämpfe aus, die im 1. Jahrhundert n. Chr. stattfanden, und stellte dabei fest, dass 19 Gladiatoren (von 200 beteiligten Kämpfern) in diesen einhundert Kämpfen ihr Leben verloren. Nach Auswertungen von Grabsteinen lag das Alter, in dem sie durchschnittlich starben, bei 27 Jahren. Gladiatoren hätten damit eine Lebenserwartung gehabt, die deutlich unter dem Durchschnitt der gewöhnlichen römischen Bürger lag, wenn diese die krankheitsanfällige Zeit der Kindheit überlebt hatten.
Der Historiker Marcus Junkelmann weist darauf hin, dass nur den erfolgreichsten Gladiatoren ein Grabmal gesetzt wurde. Der Großteil der Gladiatoren starb dagegen am Anfang ihrer Laufbahn, da nur die fähigsten die ersten Kämpfe überlebten. Diese jung gestorbenen Gladiatorenneulinge wurden in der Regel anonym begraben oder in Massengräber gelegt. Nach den Schätzungen von Junkelmann starben die meisten Gladiatoren ihren gewaltsamen Tod im Alter zwischen 18 und 25 Jahren.
Mit jedem Kampf stieg die Selbstsicherheit, Erfahrung und Beliebtheit eines Gladiators. Ein erfahrener Gladiator mit hoher Anhängerschaft hatte deutlich mehr Chancen, vom Publikum oder Spieleveranstalter begnadigt zu werden, wenn er im Kampf unterlag. Das Überleben eines erfahrenen Kämpfers lag durchaus im Eigeninteresse des Publikums – nur so waren spannende Kämpfe auch in der Zukunft sichergestellt. Nach den Inschriften auf dem Grabmal eines in Sizilien beerdigten Gladiators gewann dieser Gladiator 21 von 34 Kämpfen, neun Kämpfe gingen unentschieden aus, und in den vier Kämpfen, die er verlor, begnadigte ihn das Publikum.
Da Gladiatoren ein Teil der Einnahmen aus ihren Kämpfen zustand, hatten sie bei einer längeren Überlebensdauer eine gewisse Chance, sich freizukaufen. Freigelassene Gladiatoren wurden mit einem hölzernen Stab oder Schwert (rudis, wörtlich „Rührlöffel“) ausgezeichnet. Die strenge römische Hierarchie bot den Gladiatoren wenig Freiraum für ein Leben nach der Kampfarena. Oft wurden sie Ausbilder neuer Gladiatoren, eine Tätigkeit, die bis zu der eines lanista (Gladiatorenmeister) führen konnte; in Krisenzeiten wie zum Beispiel bei den Donaulegionen 68/69 n. Chr. waren sie aber auch begehrte Ausbilder von schnell ausgehobenen Rekruten, um ihnen sozusagen im Schnellkurs das Kriegshandwerk beizubringen. Ferner galt es bei vielen Angehörigen der römischen Oberschicht als schick, sich von einem erfahrenen Kämpfer in der Gladiatur ausbilden zu lassen, ähnlich wie man heute eine Kampfkunst erlernt. Gladiatoren als Leibwächter zu nutzen war prestigeträchtig und wahrscheinlich effizient.
Der Sportwissenschaftler Andreas Luh schätzt, dass die Lebenserwartung für auctorati, also Freie, die sich für drei bis fünf Jahren als Gladiatoren verpflichteten, höher lag: Sie fochten in dieser Zeit zwei bis drei Kämpfe pro Jahr aus, von denen nur jeder vierte tödlich endete.

### Gladiatorenschulen
Gladiatoren wurden in besonderen Schulen (ludi) ausgebildet. Berühmte Gladiatorenschulen befanden sich in Capua und in dem 79 n. Chr. durch einen Vulkanausbruch verschütteten Pompeji. Eine der größten Gladiatorenschulen war in Ravenna beheimatet. Nach Schätzungen gab es insgesamt etwas mehr als 100 Gladiatorenschulen, die normalerweise unter Leitung eines Gladiatorenmeisters standen, der auch der Besitzer der Gladiatorenschule war. Häufig reisten Gladiatoren in einer Truppe (familia) von Stadt zu Stadt. Der Besitzer der Truppe vermietete seine Gladiatoren an denjenigen, der einen Gladiatorenkampf veranstalten wollte.
In Rom gab es vier Gladiatorenschulen, die größte nannte sich Ludus Magnus und war mit dem später Kolosseum genannten Flavischen Amphitheater durch einen Tunnel verbunden. Diese vier befanden sich in staatlichem Besitz und standen unter der Aufsicht eines Beamten, der sorgfältig ausgesucht wurde und der zu den am höchsten bezahlten römischen Beamten zählte. Angesichts der Gefahr, die von einer todesmutigen, kampferprobten Gruppe von Menschen ausging, wollte man auf diese Weise sichergehen, das Risiko für die römische Bevölkerung gering zu halten.

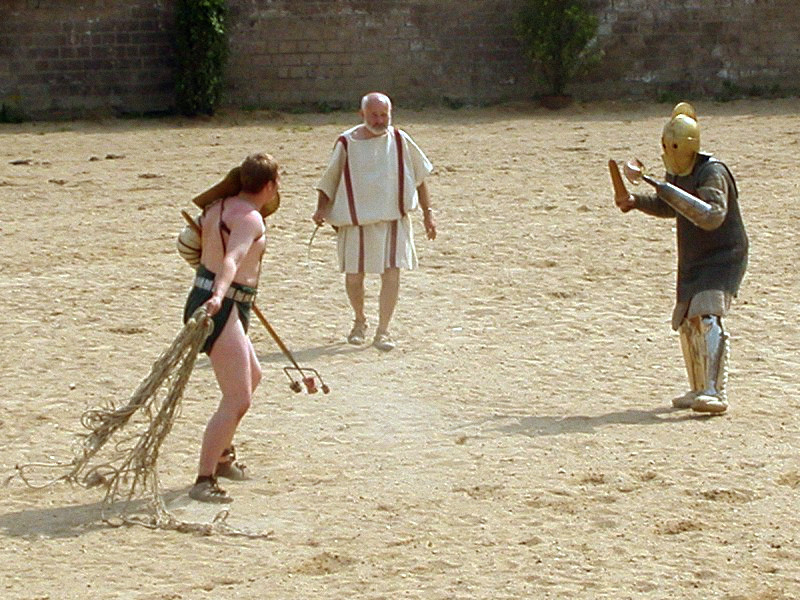
Retiarius gegen Scissor in einem Schaukampf, Römerfest in Xanten, 2003

Ausbilder eines neu angeworbenen Gladiatorrekruten waren gewöhnlich alte, erfahrene Kämpfer, die ihren Schülern die für die jeweilige Waffengattung typischen Bewegungsabläufe einschliffen. Die Schüler übten an Pfählen, und Vegetius beschrieb im 4. Jahrhundert die Ausbildungspraxis, die für Soldaten und Rekruten identisch waren:

„Von den einzelnen Rekruten wurde aber je ein Pfahl so in die Erde gerammt, dass er nicht wackeln konnte und sechs Fuß hochragte. An diesem Pfahl übte sich dann der Rekrut wie gegen einen Gegner […] so dass er mal den Angriff wie gegen Kopf und Gesicht richtete, mal von der Flanke her drohte, bisweilen sich bemühte, die Kniekehlen oder Beine zu verwunden […] In dieser Übung achtete man auf die Vorsichtsmaßregel, dass der Rekrut zum Anbringen einer Wunde herzusprang, ohne dabei sich selbst irgendwo eine Blöße zur Verwundung zu geben. Außerdem lernten sie, nicht schlagend, sondern stechend zuzustoßen… Eine geschlagene Wunde, mit welcher Wucht sie auch angebracht werden mag, ist doch nicht oft tödlich, da die lebenswichtigen Organe durch die Schutzwaffen und durch die Knochen geschützt sind. Hingegen ein Stich, der nur zwei Zoll tief geht, ist tödlich […].“

Die Gladiatoren übten in der Regel mit hölzernen Waffen, die u. U. etwas schwerer waren als die, die später in der Arena zum Einsatz kamen. Damit wurde ihre Ausdauer trainiert.

## Ablauf eines Tages in der Arena

### Vorbereitungen
Stand ein munus an, wandte sich der Spieleveranstalter (editor) an einen Gladiatorenmeister (lanista) und beauftragte ihn mit der Durchführung. Ein Vertrag schrieb fest, wie viele Gladiatorenpaare anzutreten hatten, wie das Begleitprogramm aussah, wie lange die Veranstaltung dauern sollte, und regelte auch die Bezahlung.
Wenige Tage vor dem Beginn des munus wurden die Kämpfer öffentlich vorgestellt. Wichtige Informationen für die Zuschauer waren, in welchen Paarungen die Kämpfer gegeneinander antreten würden, in welcher Reihenfolge die Kämpfe durchgeführt werden würden und in wie vielen Kämpfen die jeweiligen Gladiatoren schon erfolgreich gewesen waren. Am Vorabend gab es für die Gladiatoren ein Festbankett, bei dem auch Publikum zugelassen war.

### Kampftag

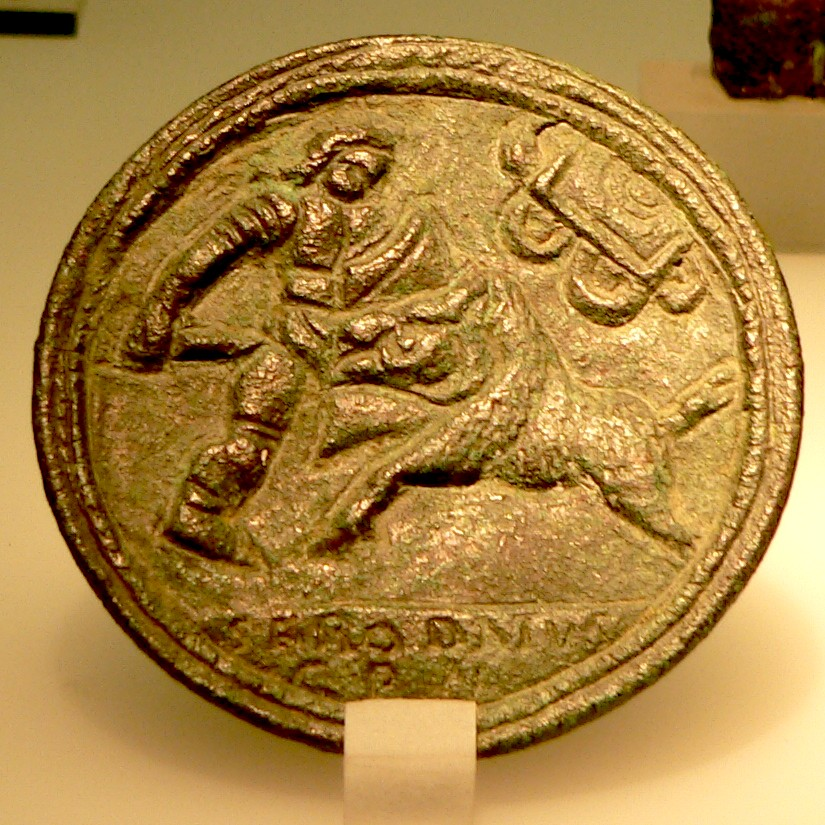
Bronzemedaillon mit der Darstellung des Kampfes eines Gladiators gegen einen Keiler; Römisch-Germanisches Museum, Köln

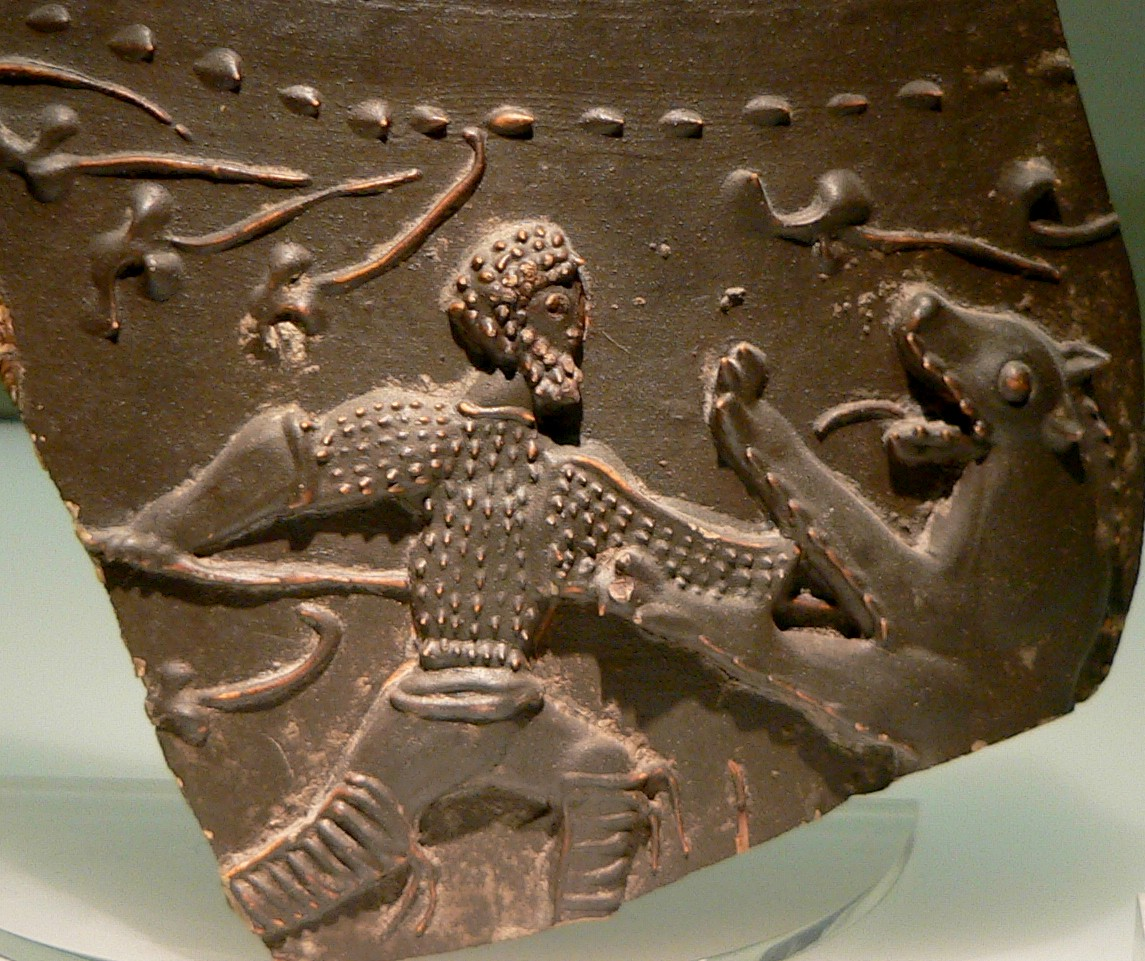
Kampf gegen einen Bären

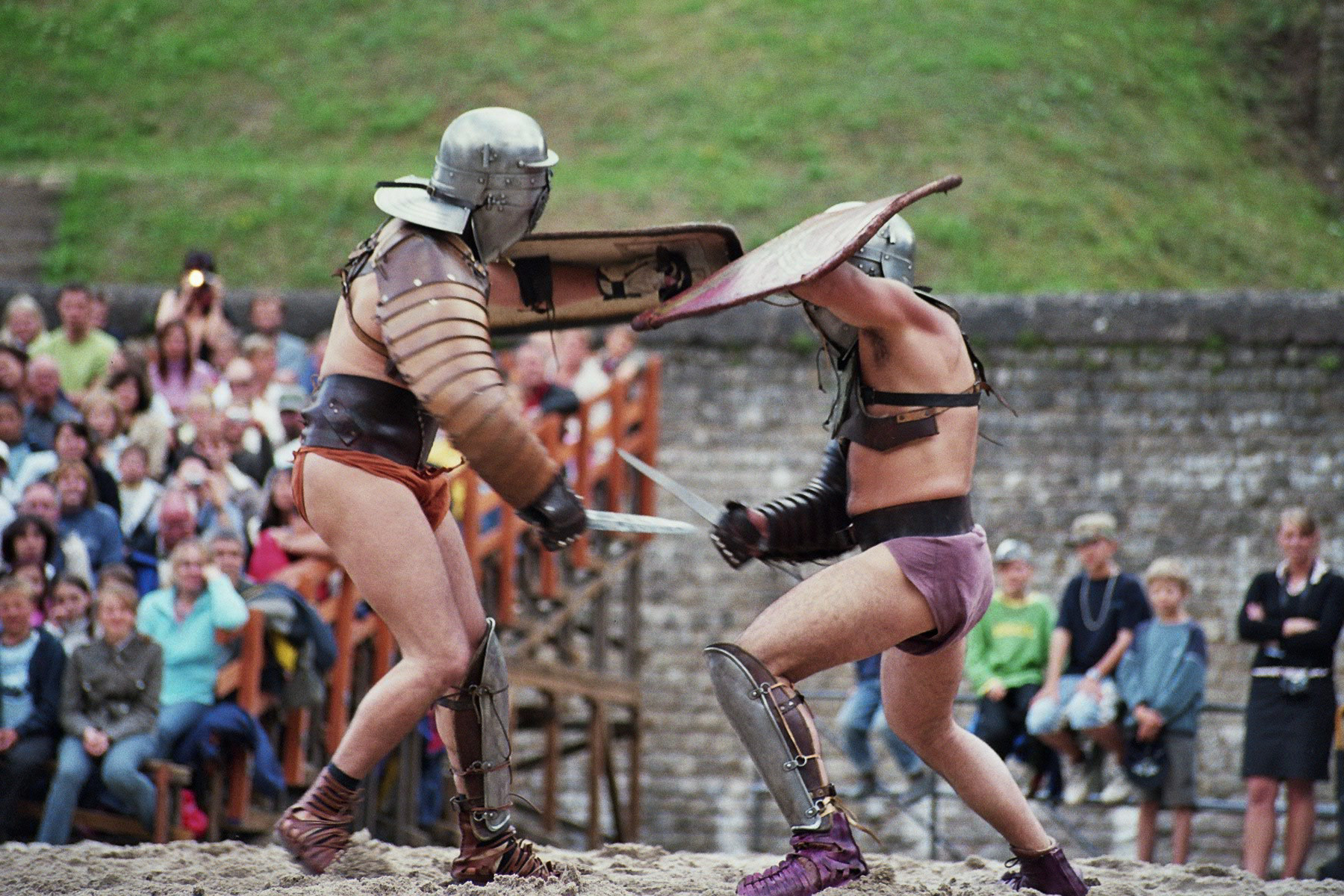
Schaukampf bei Deutschlands ehemals größtem römischen Festival, Brot & Spiele im Trierer Amphitheater

So wie Augustus die Veranstaltung von Gladiatorenkämpfen als kaiserliches Privileg etablierte, so prägte er auch den Ablauf eines Gladiatorenkampfes entscheidend mit. Die bis zu der augusteischen Zeit als eigenständige Veranstaltung abgehaltenen Tierhetzen band er in den Ablauf eines Kampftages mit ein. Der Ablauf des einzelnen Gladiatorenkampfes war zwar nicht bindend festgelegt; typisch für einen Tag in einem Amphitheater in der nachaugusteischen Kaiserzeit war jedoch folgender Ablauf:
- In den Morgenstunden wurden als erstes Tierkämpfe (venationes) veranstaltet, bei denen nicht Gladiatoren kämpften, sondern spezielle venatores und bestiarii. Diese speziell ausgebildeten Kämpfer sah man noch geringer an als Gladiatoren, sie trugen auch eine völlig andere Ausrüstung. Ihre Waffe war vor allem der Jagdspeer. Gehetzt wurden zunächst harmlose Tiere wie beispielsweise Antilopen oder Hirsche. Waren diese erlegt, begann die Jagd auf gefährlichere Tiere wie Großkatzen, Elefanten oder Bären. Der Dichter Martial etwa berichtet über Kämpfe zwischen Stier und Elefant, Löwe und Leopard oder Nashorn gegen Büffel. Daneben wurden auch zahlreiche andere, vorzugsweise exotische Tierarten wie Giraffen in die Arena gebracht.
- Als Zwischenspiel folgten gelegentlich Zirkusnummern, in denen dressierte Tiere auftraten.
- Während der Mittagszeit wurden Verbrecher in der Arena hingerichtet. Das konnte eine Hinrichtung sein, bei der die Verbrecher den Tieren vorgeworfen wurden (was einer Verurteilung damnatio ad bestias entsprach), oder sie wurden gezwungen, mit Waffen gegeneinander anzutreten (was eine Verurteilung damnatio ad ferrum bedeutete). Der Sieger eines Zweikampfs hatte sich dann dem nächsten Verurteilten zu stellen. Eine Chance auf eine Begnadigung gab es nicht; der zuletzt Überlebende wurde in der Arena durch venatores hingerichtet (munera sine missione). Eine weitere Hinrichtungsvariante bestand in dem aussichtslosen Antreten des Verurteilten gegen einen regulären Gladiator (damnatio ad gladium).
- Das Nachmittagsprogramm begann mit dem Einmarsch aller Gladiatoren, die sich dem Publikum präsentierten. Nach der Präsentation kehrten sie in die Katakomben zurück.
- Als Vorübung (sogenannte prolusio) zu den eigentlichen Gladiatorenkämpfen traten Gladiatoren, aber auch gelegentlich Vertreter des Adels, mit stumpfen oder hölzernen Waffen paarweise gegeneinander an, um ihre Techniken und Vorzüge vorführen zu können. Bei sehr großen Veranstaltungen konnte sich diese prolusio auch über mehrere Tage hinziehen. Eine Teilnahme eines römischen Adligen an einer solchen prolusio wurde im Gegensatz zum „echten“ Gladiatorenkampf als nicht ehrenrührig betrachtet. Auch römische Kaiser – wie beispielsweise Commodus als secutor – sollen hierbei ihren Mut zur Schau gestellt haben.
- Der eigentliche Gladiatorenkampf fand im Anschluss an die Schaukämpfe statt. Üblich war der Zweikampf, wobei bestimmte Paarungen wie ein retiarius gegen einen secutor oder thraex gegen murmillo klassische Kombinationen waren.

### Kampf
Der Historiker Junkelmann weist darauf hin, dass der Kampf in der Arena
– die sogenannte Gladiatur – kein wildes Handgemenge, sondern ein höchst differenzierter, genauen Regeln unterworfener Kampfsport war. Darauf lassen auch forensische Analysen der Knochen von toten Gladiatoren schließen. Der Kampf wurde in der Regel von zwei Schiedsrichtern beobachtet. Sie leiteten auch Pausen ein, wenn beide Kämpfer zu erschöpft waren oder sich die Riemen der Ausrüstung lösten; und sie ahndeten Regelverstöße. Eine der wesentlichen Aufgaben der Schiedsrichter war es zu verhindern, dass ein sich ergebender Gladiator den weiteren Attacken seines Gegners ausgesetzt war. Ein Kampf konnte auf vier Weisen enden:
- durch den Tod eines der Kontrahenten während des Kampfes;
- dadurch, dass einer der Unterlegenen aufgab und auf Verlangen des Publikums oder des Spieleveranstalters noch in der Arena durch seinen Gegner hinrichtungsmäßig getötet wurde (kämpfte er gut, kam er meist frei; waren vorherige Kämpfe unblutig verlaufen, so wollte das Publikum irgendwann jemanden sterben sehen);
- Aufgabe eines der Kämpfer und Begnadigung des Gladiators durch das Publikum oder den Spieleveranstalter (sogenannte missio);
- die Entscheidung, dass das Gefecht unentschieden ausging (stantes missi).

Nach Junkelmann war die letzte Form, einen Kampf zu beenden, die seltenste und galt als durchaus ruhmvoll.
In der Arena starben weniger Gladiatoren als bisher angenommen – wahrscheinlich starb einer von acht. Denn wenn ein Gladiator getötet wurde, musste der Veranstalter der Spiele einen neuen Gladiator heranschaffen – und diese waren teuer.
Ein unterlegener Gladiator bat um Gnade, indem er einen Zeigefinger ausstreckte oder seine Waffen niederlegte. Der Schiedsrichter wandte sich dann an den Veranstalter der Spiele – im römischen Kolosseum war dies meist der Kaiser, der das Urteil zu fällen hatte. Dieser übertrug die Entscheidung aber gewöhnlich den Zuschauern. In der allgemeinen Vorstellung fällten die Zuschauer das Todesurteil, wenn sie mit dem Daumen nach unten, also in Richtung der Katakomben und der Unterwelt zeigten. Es ist auch denkbar, dass mit einem gegen die Brust oder Kehle gerichteten Daumen der Todesstoß symbolisiert wurde, da der Todesstoß mit dem Schwert vom Schlüsselbein in das Herz ausgeführt wurde. Eindeutiger belegt ist, was die römischen Zuschauer in solchen Momenten riefen: Riefen sie mitte (lass ihn gehen) oder missum, dann durfte der unterlegene Gladiator lebend die Arena verlassen. Der Ruf iugula (Abstechen) dagegen kündigte das Ende des Gladiators per Hinrichtung an. Vom unterlegenen Gladiator wurde erwartet, dass er auf dem Boden kniend gefasst den Todesstoß in den Hals oder zwischen die Schulterblätter hinnahm. Dies wurde in den Gladiatorenschulen geübt.
Der Sieger erhielt einen Ölzweig und einen Geldbetrag und verließ die Arena durch die Porta Sanavivaria, das Tor der Gesundheit und des Lebens. Der Tote wurde dagegen auf einer mit Tüchern behängten Bahre durch die Porta Libitinaria hinausgetragen – das Tor von Venus Libitina, der Göttin des Todes und der Bestattung.

## Römer und Gladiatoren – eine ambivalente Beziehung

### Beispiel mannhafter Tapferkeit
Die Haltung der Römer gegenüber den Gladiatoren war sehr ambivalent: Auf der einen Seite waren Gladiatoren in der sozialen Hierarchie noch niedriger angesiedelt als Sklaven, auf der anderen Seite wurden erfolgreiche Gladiatoren zu Berühmtheiten, von denen man sich die alten römischen Tugenden wie Siegeswille, Todesverachtung und Tapferkeit demonstrieren ließ. Sowohl für Cicero als auch für Seneca war der gleichmütig sterbende Gladiator ein exemplum virtutis, ein Beispiel mannhafter Tapferkeit. Marcus Junkelmann weist darauf hin, dass Cicero das, was er dem römischen Volk in seiner Dritten Philippischen Rede angesichts des Griffes von Marcus Antonius nach der Macht predigte

„[…] was tapfere Gladiatoren zeigen, indem sie mit Würde untergehen, das lasst auch uns tun, die Herren aller Länder und Völker – lieber wollen wir in Ehren fallen, als in Schande das Leben von Sklaven führen“

für sich selbst auch umsetzte. Er starb den „Gladiatorentod“, indem er bereitwillig seinen Hals dem Schwert darbot, als ihn die Söldner des Antonius fingen.

### Von Frauen begehrt

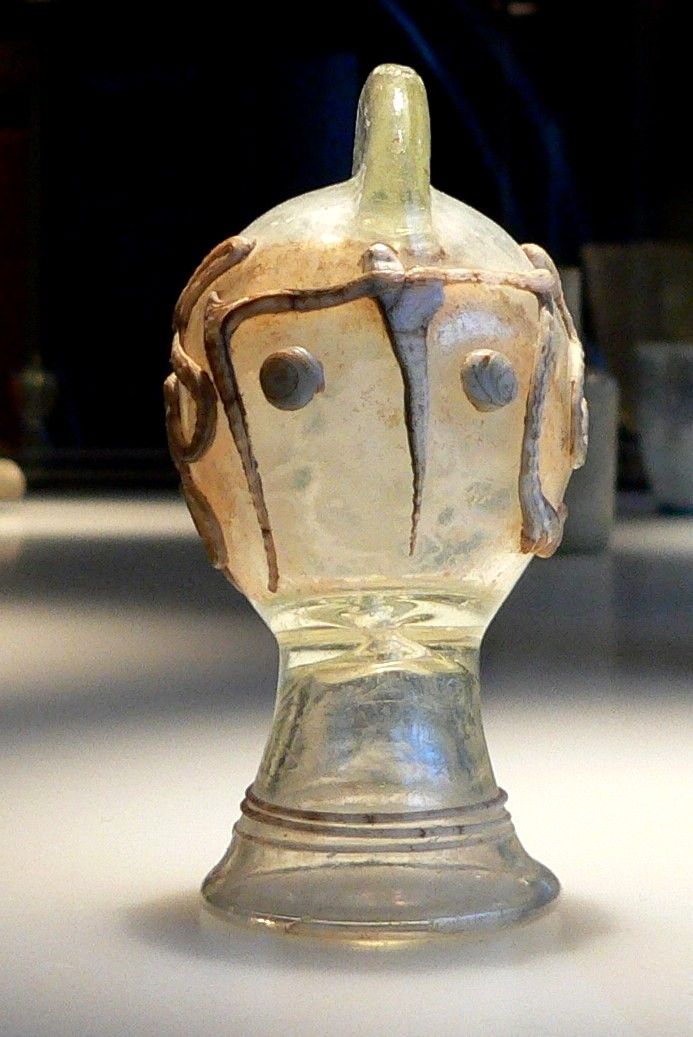
Tropffläschchen in Form eines Gladiatorenhelms, 1. Jahrhundert n. Chr., Römisch-Germanisches Museum, Köln

Einige Gladiatoren besaßen eine große Anhängerschaft unter den Bürgerinnen Roms und wurden von den Frauen begehrt. Der lateinische Begriff Gladius, von dem sich gladiator ableitet, hatte außer seiner ursprünglichen Bedeutung „Stoßschwert“ im vulgären Sprachgebrauch auch noch eine naheliegende sexuelle Verwendung. Graffiti, wie sie in Pompeji zu finden sind, lassen auf glühende Anhängerinnen der Gladiatoren schließen. Mit Gladiatoren zu schlafen war zwar verpönt und wurde gesellschaftlich streng geächtet, es kam aber trotzdem dazu. Gladiatoren genossen in der römischen Gesellschaft einen ähnlichen Ruf wie heutige Popstars. Die Festgelage des Spieleveranstalters am Abend vor einem Kampf gaben den einflussreichen Frauen der Stadt die Gelegenheit, ihre Idole persönlich und gegebenenfalls auch intim kennenzulernen. Faustina, die Mutter des Kaisers Commodus, hatte ihren Sohn angeblich mit einem Gladiator gezeugt – wahrscheinlich aber erfand Commodus diese Geschichte selber, um seine Sonderrolle zu unterstreichen. Als besonders skandalös empfand man die Beziehung zwischen Eppia, einer Frau aus reicher Familie, die Senatorengattin war, und dem Gladiator Sergiolus. Glaubt man dem römischen Satiriker Juvenal, folgte Eppia dem körperlich schon lange nicht mehr attraktiven Sergiolus aus Liebe kreuz und quer durch die Provinzen.

### Spartacus oder die Gefahr in der eigenen Stadt
Gladiatoren waren hervorragend ausgebildete, kampferprobte Männer, die wenig zu verlieren hatten. Die Römer waren lange davon ausgegangen, dass ihnen von Seiten der Gladiatoren wenig Gefahr drohe. Die Männer stammten aus verschiedenen Volksgruppen, und solange die Waffen in der Waffenkammer unter strenger Bewachung standen und den Gladiatoren außerhalb ihrer Übungszeit nicht zugänglich waren, hielt man die Gefährdung für gering. Dies änderte sich mit dem Sklavenaufstand, an dessen Entstehen Gladiatoren wesentlich beteiligt waren. Im Jahre 73 v. Chr. entwichen aus einer Gladiatorenschule in Capua achtzig Gladiatoren, denen sich rasch weitere Sklaven anschlossen. Anfangs nur mit Küchenmessern bewaffnet (die Waffen in der streng bewachten Waffenkammer waren während des Ausbruchs nicht zugänglich), gelangten die Entflohenen rasch in den Besitz professioneller Ausrüstung, nachdem sie sich zweimal erfolgreich der Waffen der auf sie angesetzten Truppenteile bemächtigt hatten. Die anfänglichen militärischen Erfolge des Sklavenheeres, das im Wesentlichen unter Leitung von Spartacus stand, waren nicht von Dauer. 71 v. Chr. wurde die Sklavenarmee im äußersten Süden Italiens mit drei römischen Armeen unter Crassus, Pompeius und Lucullus konfrontiert. Spartacus stellte sich Crassus und unterlag ihm in offener Schlacht, das Sklavenheer wurde weitgehend aufgerieben und Spartacus getötet. Versprengte Reste des Sklavenheers wurden von der nahenden Armee des Pompeius vernichtet; weitere 6000 Sklaven, die in Gefangenschaft gerieten, wurden später entlang der Via Appia gekreuzigt.
Die Gefahr eines erneuten Aufstandes bewaffneter Gladiatoren blieb den Römern lange im Gedächtnis. Die Gladiatorenschulen in Rom wurden unter Aufsicht kaiserlicher Beamter (sog. procuratores) gestellt, die hoch bezahlt wurden. In Zeiten von Staatskrisen zog man es vor, die Gladiatoren aus den Städten zu verlagern, um weitere Aufstände dieser Art zu verhindern.

## Veranstaltungsorte der Gladiatorenkämpfe

Im Kolosseum wurden Gladiatorenkämpfe veranstaltet

Das Forum Boarium – der Viehmarkt nahe der Tiberinsel – war der erste Veranstaltungsort von Gladiatorenkämpfen, die anfangs nur schlichte, primitive Veranstaltungen waren. Das Forum Romanum war aus Platzgründen geeigneter als das Forum Boarium und wurde daher in der Folge der Schauplatz der Gladiatorenkämpfe, deren Zahl ab 264 v. Chr. kontinuierlich zunahm. Auch für weitere Städte wie Cosa, Paestum und Pompeji sind Gladiatorenkämpfe auf den städtischen Hauptplätzen belegt. Schon wenige Jahre, nachdem Decimus seine spezielle Gedenkfeier für seinen Vater abgehalten hatte, wurden für die Zuschauer Sitzgelegenheiten geschaffen, damit sie dem Geschehen mit etwas mehr Komfort beiwohnen konnten.
Um auch großen Zuschauermengen beste Sicht auf die Kämpfe zu bieten, wurden in Kampanien gemauerte Amphitheater entwickelt. Bald wurden sie auch in anderen Teilen des Römischen Reiches nachgeahmt.
Im Gegensatz zu zahlreichen anderen Städten des Reiches hatte Rom selbst lange Zeit keinen angemessenen Ort für Gladiatorenkämpfe. Das änderte sich erst mit dem Bau des Kolosseums, mit dem eine riesige, mit Sand bestreute Arena (der Begriff Arena kommt aus dem Lateinischen und bedeutet „Sand“) geschaffen wurde, von deren Rängen aus die römischen Zuschauer das Geschehen verfolgen konnten.
Besonders im Osten des Römischen Reiches wurden bereits vorhandene Theater für Gladiatorenkämpfe umgebaut. Manchmal wurden auch, wie in Ephesos, kleine Arenen in Stadien eingebaut.

## Kritik und Ende
Unter den römischen Kaisern gab es neben den großen Freunden der Gladiatorenkämpfe (wie Commodus, Caligula und Claudius) auch solche, die diesem Treiben distanziert gegenüberstanden (Tiberius, Nero oder Mark Aurel). Mark Aurel beispielsweise verbot den Einsatz scharfer Waffen bei Gladiatorenkämpfen, und Augustus verbot Gladiatorenkämpfe, die nur mit dem Tod eines der Kämpfenden enden durften. Entschiedene Gegner der Gladiatorenkämpfe gab es nicht: Kaiserkult und Gladiatorenkampf waren eng miteinander verwoben. Wer sich gegen den Gladiatorenkampf aussprach, sprach sich auch gegen die Institution des Kaisers aus. Für Seneca genauso wie für Cicero symbolisierte der Gladiator, der gleichmütig und tapfer im Kampf gegen einen anderen Gladiator stirbt, in beispielhafter Form römische Kardinaltugenden.
Oft wird angenommen, Philosophen hätten die Gladiatorenkämpfe abgelehnt, doch kritische Stimmen richteten sich lediglich gegen die hemmungslos zur Schau gestellte Blutgier des Publikums und das brutale Begleitprogramm. So berichtet Seneca angewidert über die mittäglichen Hinrichtungen, bei denen die Hinzurichtenden mit scharfen Waffen gegeneinander antraten:

„Durch Zufall bin ich im Mittagsprogramm des Zirkus gewesen – Scherze erwartend, Witze und etwas Entspannung, womit sich der Menschen Augen vom Menschenblut erholen: das Gegenteil ist der Fall. In den vorherigen Kämpfen hatte Mitleid noch Raum; nun läßt man die Spielchen, und es ist der reine Mord: nichts haben sie, sich zu schützen. Dem Hieb mit dem gesamten Körper ausgesetzt, trifft sie jeder Schlag. Das ziehen die meisten den regulären Kampfpaaren und sonst geschätzten vor. Warum sollten sie es nicht vorziehen? Nicht Helm, nicht Schild weist ab das Schwert. Wozu Finten? All das ist Verzögerung des Todes. Am Morgen wirft man den Löwen und Bären Menschen vor, am Mittag den Zuschauern. Mörder werden auf ihren Befehl künftigen Mördern vorgeworfen, und den Sieger heben sie auf für einen weiteren Mord; Abschluß ist der Kämpfenden Tod: mit Schwert und Feuer wird die Sache ausgefochten. Das geschieht, bis die Arena leer ist.“

Wirkliche und auch wirksame Kritik am Gladiatorenkampf setzte erst mit den christlichen Schriftstellern im 2. und 3. Jahrhundert ein, die sich unter anderem die Argumente der Stoiker zu eigen machten und zuspitzten, vor allem aber auf das biblische Tötungsverbot verwiesen. Nachdem jedoch bereits der Kirchenvater Augustinus von Hippo die unerschütterliche Haltung von Gladiatoren angesichts des Todes mit jener der Christen verglichen und seine Glaubensgenossen zu einem „gladiatorischen Geist“ aufgefordert hatte, waren möglicherweise auch nicht primär humanitäre Erwägungen eine Ursache für den Niedergang der Gladiatorenspiele, sondern weil man diese Spektakel, die Tugend und Todesmut inszenierten, als unpassende Konkurrenz zum eigenen Glauben ansah. Im Jahre 325 n. Chr. erließ dann der dem Christentum zugeneigte Kaiser Konstantin erstmals ein an die Gouverneure der östlichen Provinzen gerichtetes Edikt:

„In Zeiten, in denen Frieden und innenpolitische Ruhe herrschen, missfallen uns blutige Vorführungen. Deshalb verfügen wir, dass es keine Gladiatoren mehr geben darf. Die, die ihrer Verbrechen wegen früher dazu verurteilt wurden, Gladiatoren zu werden, sollen ab jetzt in den Bergwerken arbeiten. So büßen sie die Strafe für ihre Verbrechen, ohne ihr Blut vergießen zu müssen.“

Dennoch blieben Gladiatorenkämpfe (munera) im ganzen 4. Jahrhundert sehr beliebt und boten Kaisern und Würdenträgern wichtige Gelegenheiten zur Repräsentation. Allerdings wurde es immer schwieriger, Gladiatoren zu finden, seitdem 365 der Einsatz von Christen verboten worden war. Auch der Einsatz von Soldaten und Veteranen wurde untersagt. Damit stiegen auch die Kosten für die Spiele, doch blieben sie zunächst weiterhin üblich. Der Senator Quintus Aurelius Symmachus berichtet beispielsweise in einem Brief (epist. 2,46) aus dem Jahr 393 n. Chr., dass von den sächsischen Sklaven, die er gekauft hatte, um sie in Rom zu Ehren der Quaestur seines Sohnes kämpfen zu lassen, 29 sich dem Kampf am Vorabend durch Selbstmord entzogen hätten. Anfang des 5. Jahrhunderts n. Chr. wurden die Gladiatorenspiele vom weströmischen Kaiser Honorius endgültig verboten; die bei Theodoret überlieferte Geschichte, dass diesem Verbot der Tod des Mönches Telemachus vorangegangen sei, der in die Arena gesprungen sei, um die Kämpfe zu unterbinden, ist allerdings wenig glaubwürdig. Es dauerte zudem, bis das kaiserliche Verbot sich tatsächlich durchgesetzt hatte, denn Gladiatoren sind noch bis in die Mitte des 5. Jahrhunderts bezeugt. Tierhetzen (venationes), gegen die von christlicher Seite weitaus weniger Vorbehalte bestanden, wurden noch mindestens bis zum Ausgang der Spätantike im 6. Jahrhundert veranstaltet und blieben zusammen mit Wagenrennen höchst beliebte Veranstaltungen.

## Der ritualisierte Zweikampf in anderen Epochen
Der holländische Althistoriker Fik Meijer weist darauf hin, dass ritualisierte Kämpfe auch zu anderen Zeiten stattgefunden haben, beziehungsweise heute auch immer noch stattfinden. Als Beispiele nennt er:
- Im Mittelalter das „gerichtliche“ Duell als Gottesurteil, bei dem zwei eines Verbrechens beschuldigte Männer gegeneinander kämpften. Die Niederlage war der Schuldbeweis: Starb der Unterlegene nicht bereits im Kampf, so wurde er anschließend hingerichtet.
- Gleichfalls dem Mittelalter zuzurechnen ist der ritterliche Zweikampf, bei dem häufig genug ebenfalls einer der Beteiligten starb.
- Vom 16. Jahrhundert bis zum Anfang des 20. Jahrhunderts tritt das Duell in Erscheinung, das ebenfalls nach strengen Ritualen abläuft.
- Der neuzeitliche Kampfsport zielt zwar nicht auf die Tötung des Gegners ab, die Faszination, die er auf die Zuschauer ausübt, ist aber ähnlich der, die ein Gladiatorenkampf auf die damaligen Zuschauer ausübte.

Marcus Junkelmann weist bei diesen Vergleichen auf einen entscheidenden Unterschied hin. Der Gladiator, der den Kampf verlor, war (sofern er nicht bereits während des Kampfes zu Tode kam) dem Urteil des Spielgebers und des Publikums ausgeliefert:
Das Publikum oder der Spielgeber konnte entscheiden, dass er zu töten sei, und dies erfolgte in Form einer gezielten, hinrichtungsmäßigen Tötung.
Die Gladiatorenkämpfe waren üblicherweise von Hinrichtungen und Tierhetzen begleitet. Fik Meijer weist auch hier darauf hin, dass die Form der Zurschaustellung nicht auf die römische Zeit begrenzt war: Hinrichtungen wurden in Mitteleuropa bis ins 19. Jahrhundert öffentlich vollzogen und waren regelmäßig nicht weniger grausam als das, was sich zur Mittagszeit in den Amphitheatern abspielte. Ebenso sind Tierhetzen – das Morgenprogramm eines Gladiatorenkampfes – als in einigen Ländern legaler Stierkampf bis heute Publikumsmagnet; Hundekämpfe und Ähnliches sind zwar mittlerweile gesetzlich untersagt, finden aber noch immer ein Publikum.

## Künstlerische Darstellung in der Neuzeit

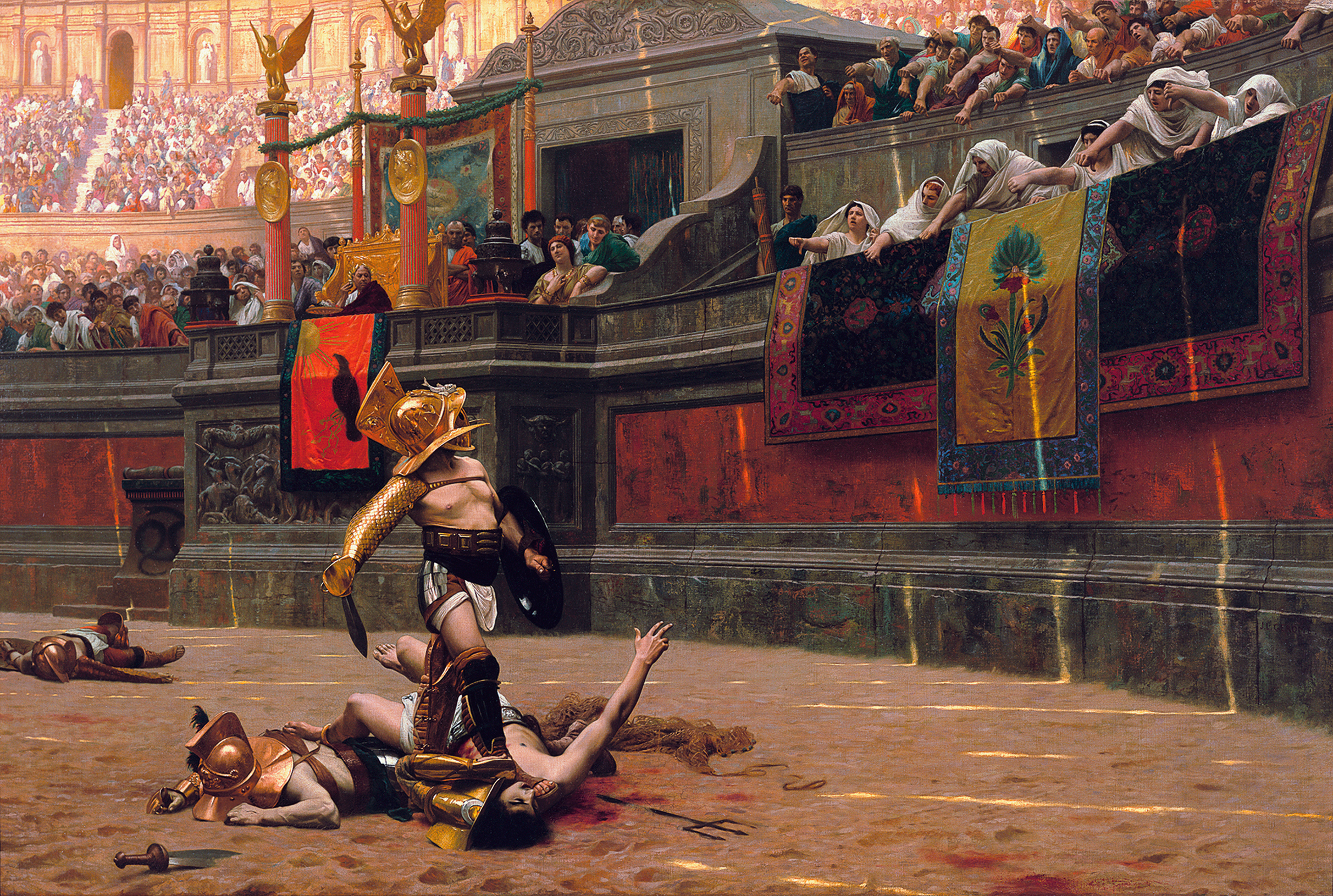
Pollice Verso von Jean-Léon Gérôme 1872

Die Faszination, die das Spiel mit dem Tod auf Menschen ausübt, hat seit dem 19. Jahrhundert dazu geführt, dass sich Literatur, Bildende Kunst und Film mit diesem Thema auseinandersetzen. Edward Bulwer-Lytton veröffentlichte 1834 seinen Roman Die letzten Tage von Pompeji, in dem Gladiatorenkämpfe eine Rolle spielen. Diesem Roman folgten weitere, darunter der 1895/96 veröffentlichte Roman Quo vadis des Autors Henryk Sienkiewicz, der wenige Jahre später mit dem Nobelpreis für Literatur ausgezeichnet wurde.
Parallel dazu nahm sich die bildende Kunst des Themas an. Maler des 19. Jahrhunderts wie Lawrence Alma-Tadema, Francesco Netti und Jean-Léon Gérôme malten Sujets aus der Kampfarena. Das Ölgemälde Pollice verso von Gérôme aus dem Jahre 1872 gilt als eines der herausragenden Werke, die die Gladiatur zum Thema haben, und als das Bild, das unsere heutige Vorstellung über Gladiatorenkämpfe entscheidend prägte.
Der Maler Gérôme hatte umfangreiche Recherchen betrieben und intensiv in Pompeji ausgegrabene Rüstungen studiert. Sein Gemälde gibt daher den Wissensstand der damaligen Zeit über Gladiatorenkämpfe wieder, lediglich die Kombination der Ausrüstungsgegenstände ist nach heutiger Erkenntnis nicht zutreffend. Das Gemälde gibt darüber hinaus die Atmosphäre des entscheidenden Moments (vermutlich) treffend wieder: Unter dem durch das Sonnensegel gefilterten Licht fällt eine aufgeregte Menge das Hinrichtungsurteil über den unterlegenen Kämpfer. Selbst die weiß gekleideten Vestalinnen, die dem als Staatsakt geltenden Gladiatorenkampf stets beiwohnten, lassen sich zur tödlichen Geste hinreißen. Sowohl das Sonnensegel als auch der privilegierte Sitzplatz der Vestalinnen ist historisch belegt, lediglich die Richtung des Daumenzeichens, das das Todesurteil andeutet, ist Vermutung. Der Regisseur Ridley Scott, der im Jahr 2000 den Film Gladiator drehte, ließ sich nach eigener Aussage von diesem Gemälde zu seinem Film inspirieren.
Der Film hat das Thema des Gladiatorenkampfes ebenfalls sehr früh aufgegriffen. Einer der ersten Filme, in dem Gladiatoren eine Rolle spielen, ist die 1935 entstandene Romanverfilmung Quo vadis? Seine Fortsetzung fand das Thema in Klassikern wie dem Film Spartacus von Stanley Kubrick und dem mit Oscars ausgezeichneten Kassenerfolg Gladiator von 2000.

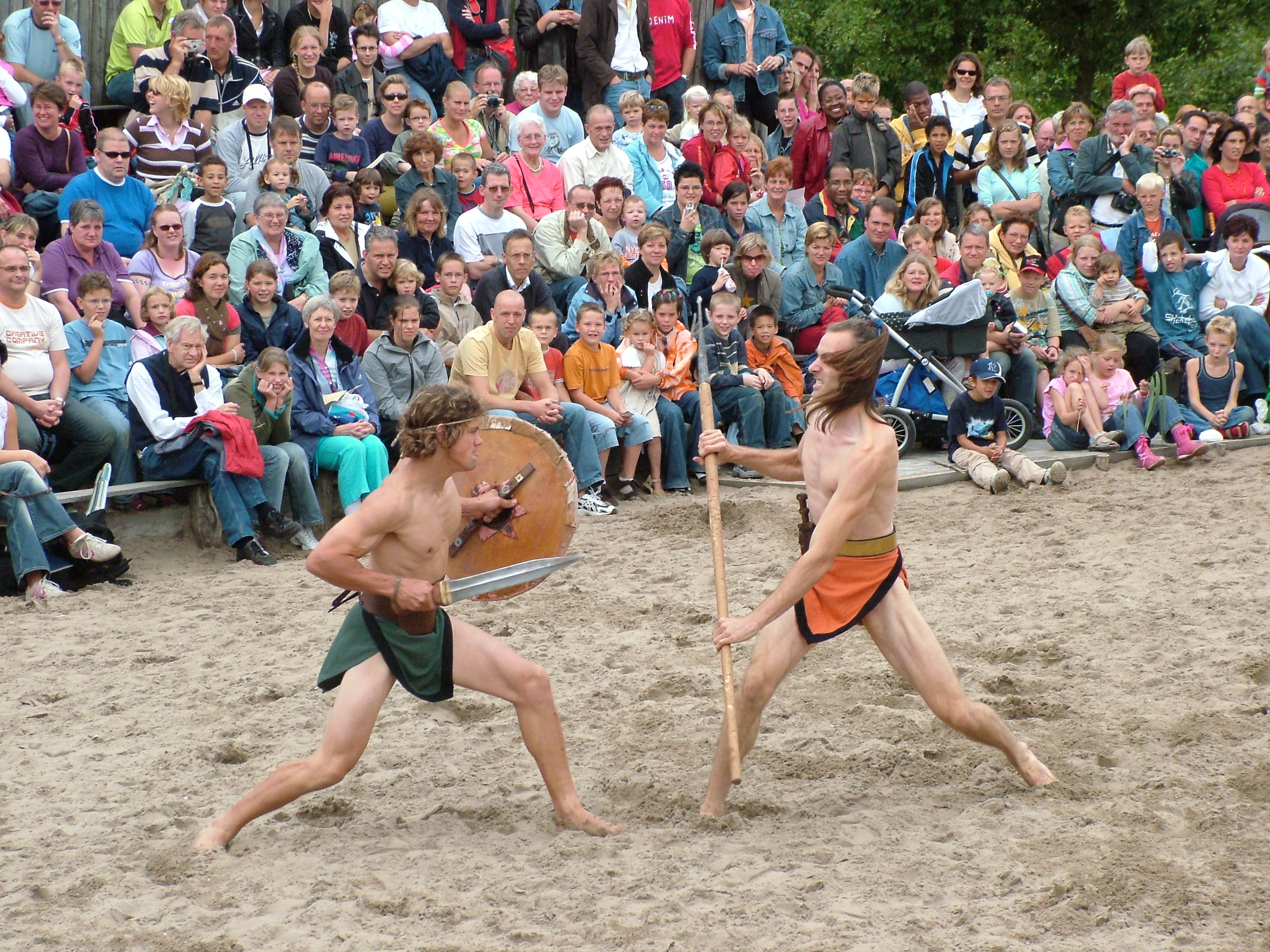
Gladiatorenvorstellung im Archäologischen Themenpark Archeon, Niederlande

Sowohl Spartacus als auch Gladiator sind in ihrer Darstellung der Gladiatorenkämpfe nicht korrekt. Während sich der Film Spartacus darauf beschränkt, Gladiatorengattungen antreten zu lassen, die zur dargestellten Zeit noch nicht existierten, geht Ridley Scott trotz seines publizierten Anspruchs, ein authentisches Bild zu zeichnen, wesentlich weiter. Die im Film verwendeten Rüstungsteile entstammen unterschiedlichster Zeit und den Waffenarsenalen verschiedener Völker – der auf Gladiatorenwaffen spezialisierte Experte Marcus Junkelmann nennt unter anderem Wikingerhelme und Bestandteile türkischer Rüstungen; der dargestellte Kampf ist ein blutrünstiges Gemetzel und kein von Schiedsrichtern begleiteter Zweikampf, und die Kämpfer dürfen sich darüber hinaus mit plötzlich in der Arena erscheinenden Großkatzen auseinandersetzen. Selbst in der Ausstattung der Kampfarena lassen sich bemerkenswerte Fehler finden: Die steinernen Säulen dienen als Wendemarken von Renngespannen und sind daher nicht im Kolosseum zu finden, sondern in den auf Rennen ausgerichteten Stadien wie beispielsweise dem Circus Maximus.